# Christian Grube
Christian Grube (* 20. September 1934 in Hannover) ist ein deutscher Chorleiter und Universitätsdozent.

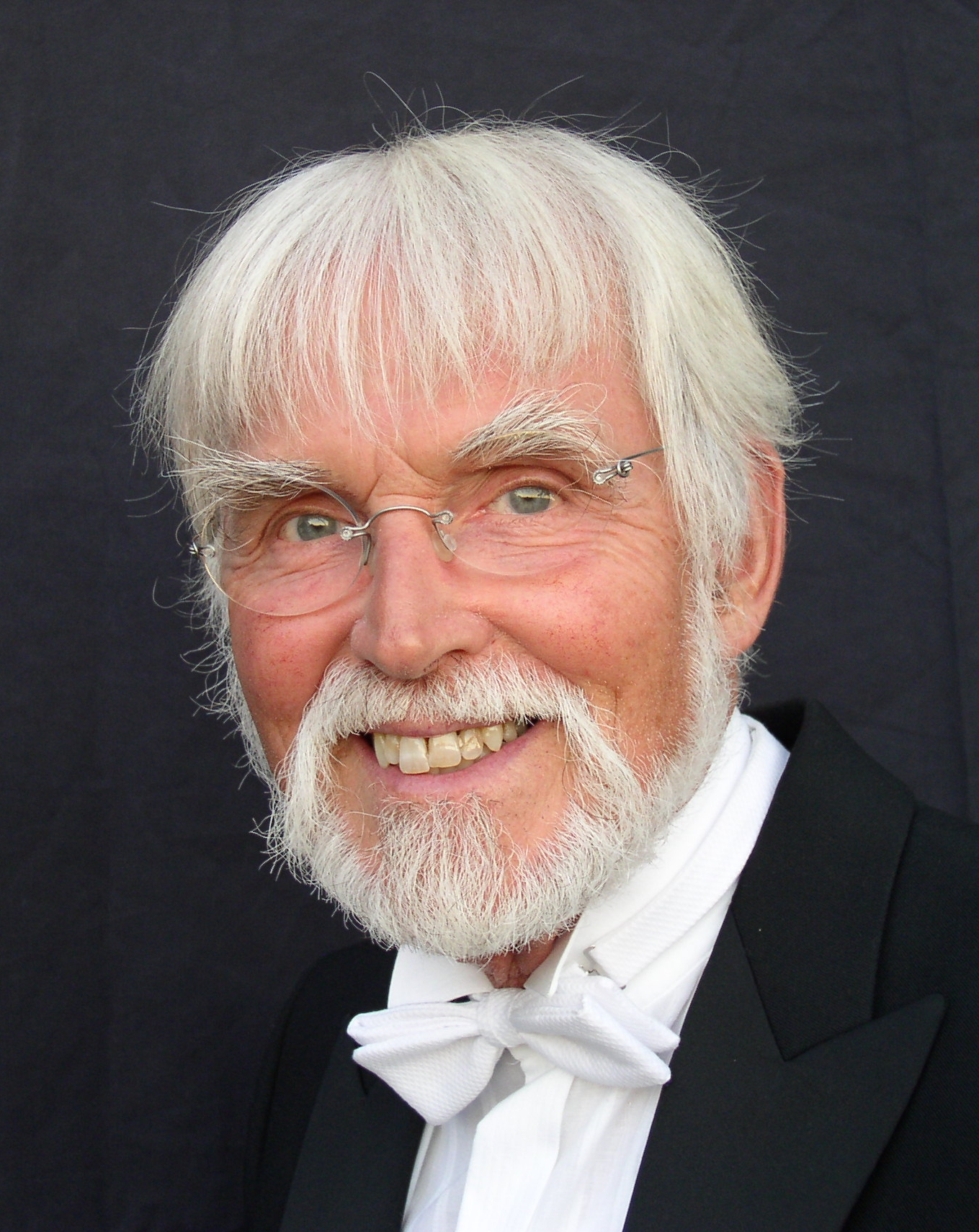
Christian Grube

## Leben
Nach seiner Schulausbildung studierte Grube in Hannover an der Akademie für Musik und Theater und an der Kirchenmusikschule Schul- und Kirchenmusik mit den Hauptfächern Dirigieren, Orgel, Gesang, Flöte und Renaissanceinstrumente. Schon während seiner Studienzeit avancierte er zu einem gefragten und erfahrenen Oratoriensolisten. Daneben organisierte er Chorworkshops in Deutschland und der Schweiz. 
Nach Abschluss beider Studiengänge trat er seine erste Stelle als Kantor an der St. Michaeliskirche in Hildesheim an; gleichzeitig begann er am Gymnasium Andreanum zu unterrichten. 

1973 wurde Grube, inzwischen Studienrat, zum Professor für Chorleitung an die Hochschule der Künste in Berlin und zum Direktor des Staats- und Domchors berufen. Getreu seinem Namen, den er seit Anfang des 20. Jahrhunderts trägt, sang der Staats- und Domchor unter Grubes Leitung nicht nur regelmäßig bei Gottesdiensten in der Kaiser-Wilhelm-Gedächtnis-Kirche und bei besonderen kirchlichen Anlässen, sondern auch zu staatlichen Festveranstaltungen. So war der Staats- und Domchor der Chor, der 1990 die Ehre hatte, bei den offiziellen, über die ganze Welt ausgestrahlten Feierlichkeiten zur deutschen Wiedervereinigung zu singen. 

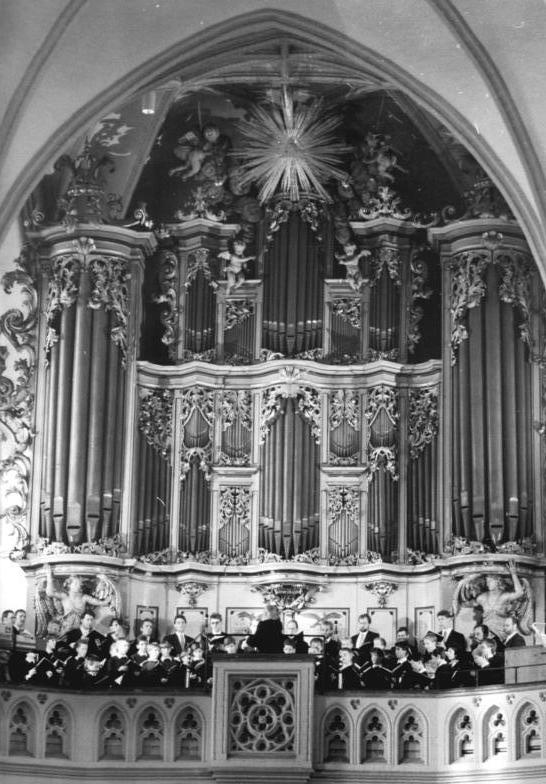
Der Staats- und Domchor unter der Leitung Christian Grubes beim Festgottesdienst zum Tag der Deutschen Einheit

Herbert Hildebrandt, damals Leiter der (Ost-)Berliner Domkantorei, hatte immer an die Wiedervereinigung geglaubt und deshalb ganz bewusst seine Domkantorei als gemischten und nicht als Knabenchor gegründet. Durch die freundschaftlichen Beziehungen zwischen ihm und Christian Grube, die bereits in der Vorwendezeit in einem gemeinsamen Konzert im Osten Berlins gipfelten, gelang es Grube nach dem Fall der Berliner Mauer, den Domchor wieder zu seiner ursprünglichen Heimat, dem Berliner Dom, zurückzuführen. 
1975 gründete Grube den Kammerchor der Universität der Künste Berlin, einen gemischten Chor, der aus (mittlerweile auch ehemaligen) Studierenden der UdK, viele davon der Fachrichtung Schulmusik, besteht.
Seine beiden Chöre haben unter dem Dirigat von Herbert von Karajan, Seiji Ozawa, Zubin Mehta, Wolfgang Sawallisch, Riccardo Chailly, Mauricio Kagel u. a. gesungen, mit Ensembles wie den Berliner Philharmonikern, der Deutschen Oper Berlin, dem Berliner Ensemble und der Komischen Oper musiziert und mit Sängern wie Dietrich Fischer-Dieskau, Edita Gruberová, Júlia Várady, Christoph Prégardien, und Thomas Quasthoff (der seine Gesangskarriere in Grubes Kinderchor in Hildesheim begann) zusammengewirkt. 
Seine Studierenden sind Schulmusiklehrer, Dirigierprofessoren und Opernsänger in verschiedenen Ländern geworden. Eine ganze Generation von Sängern, nicht nur in den Berliner Chören, hat im Laufe von 30 Jahren bei Christian Grube oder in den Chören seiner Schüler gelernt. 2010 wurde ihm in Anerkennung herausragender Verdienste um das Berliner Chorleben die Geschwister-Mendelssohn-Medaille verliehen. 
Arvo Pärt widmete sein inzwischen berühmtes Magnificat Christian Grube und dem Staats- und Domchor, nachdem dieser den ersten Preis im Deutschen Chorwettbewerb gewonnen hatte. Grube dirigierte den Staats- und Domchor in Maurice Jarres Filmmusik zu Gorillas im Nebel, die für einen Oscar nominiert wurde. 
Konzertreisen führten seine Chöre in fast alle europäischen Länder, in die Sowjetunion, nach Nord- und Südamerika, Afrika, Israel, Korea und Taiwan. Diese Reisen waren häufig mit Vorträgen, Workshops sowie Rundfunk- oder Fernsehproduktionen verbunden. Viele dieser Länder haben Grube in der Folge dieser Reisen als Gastdirigenten, zur Leitung von Meisterklassen oder Chorworkshops eingeladen. Darüber hinaus ist er als Juror bei Chorwettbewerben in Deutschland, Ungarn und Polen, aber auch beim ersten internationalen Chorwettbewerb in den USA (San Luis Obispo, Kalifornien) tätig gewesen. 
Wegen der diplomatischen Wirkung seiner Arbeit in der ganzen Welt wurde Christian Grube 1995 mit dem Bundesverdienstkreuz erster Klasse ausgezeichnet.
Nach einer arbeitsintensiven, aber auch erlebnisreichen Dienstzeit von knapp 27 Jahren, die die längste aller im vergangenen Jahrhundert berufenen Domchordirektoren darstellt, wurde Grube im Herbst 1999 emeritiert. 
Als Professor emeritus verbringt Christian Grube einen Teil des Jahres in Berlin, wo er weiter Dirigierunterricht an der Universität der Künste Berlin erteilt und seinen Kammerchor leitet. Zudem hält er Dirigierworkshops und wirkt als Gastdirigent in Europa und den USA. Für den Bärenreiter Verlag schreibt er seit vielen Jahren Rezensionen über Neuerscheinungen. Den anderen Teil des Jahres lebt er in den Bergen von Santa Cruz (Kalifornien), wo er privaten Dirigierunterricht erteilt. Seit Juni 2006 ist er dort auch künstlerischer Leiter und Dirigent des Santa Cruz Chorale.

## Diskografie (Auswahl)
Unter der Leitung von Christian Grube produzierten beide Chöre Tonträger und wirkten bei verschiedenen Einspielungen mit. 
- Heinrich Schütz, Musikalische Exequien / Johann Sebastian Bach, Actus tragicus

Regina Jakobi, Harry Geraerts, Harry van der Kamp, Jelle Drayer, Knabensolisten; Staats- und Domchor Berlin
LP Januar 1983 (Berlin); Teldec / HdK
- Heinrich von Herzogenberg, Die Geburt Christi

Regina Schudel, Anke Eggers, Peter Maus, Ernst-Gerold Schramm; Ensemble Oriol;
Kammerchor der HdK Berlin, Staats- und Domchor Berlin
Produktion Januar 1988 (Berlin); SFB / CD 1990 (Stuttgart) Hänssler Verlag
- Johann Sebastian Bach, Ich hatte viel Bekümmernis (Kantate 21)

Grzyna Flicinska-Panfil, Elisabeth Umierski, Albrecht Lepetit, Markus Köhler; 
Ensemble Baroque der HdK, Staats- und Domchor Berlin, Martin Ludwig, Orgel
CD März 1992 (Berlin); Staats- und Domchor / HdK Berlin
- Ein Konzert zum Gedenken an Hiroshima

Joseph Haydn, Die Schöpfung
Edith Mathis, Christoph Pregardien, Harald Stamm;
Shin-Yu Kai Chor (Japan), Pécs Kammerchor, Kammerchor der HdK Berlin;
World Symphony Orchestra; Mosche Atzmon
CD 1990 (Assisi), Grammophon (AB BIS)  /  IPPNW (Ärzte gegen den Atomkrieg)
- Ein Konzert für Lidice

Béla Bartók, Divertimento für Streichorchester  
Bohuslav Martinů, Concertino für Piano Trio und Streichorchester
Antal Doráti; Pater noster   und   Jesus oder Barabas?
Will Quadflieg (Sprecher), Kammerchor der HdK Berlin;
Tschechische Philharmoniker, Neues Berliner Kammerorchester; Martin Fischer-Dieskau
CD 1992 (Berlin) Grammophon (AB BIS) / IPPNW
- Hugo Distler, Möricke-Chorliederbuch

Kammerchor der HdK Berlin
CD 1994 (Berlin), Thorofon
- Hugo Distler, Die Weihnachtsgeschichte und Liedmotetten zur Weihnacht

Stephanie Petitlaurent, Sylvia Fricke, Klaus Thiem, Rudolf Preckwinkel
Kammerchor der HdK Berlin
CD 1996 (Berlin), Thorofon